# Austrian Film Commission

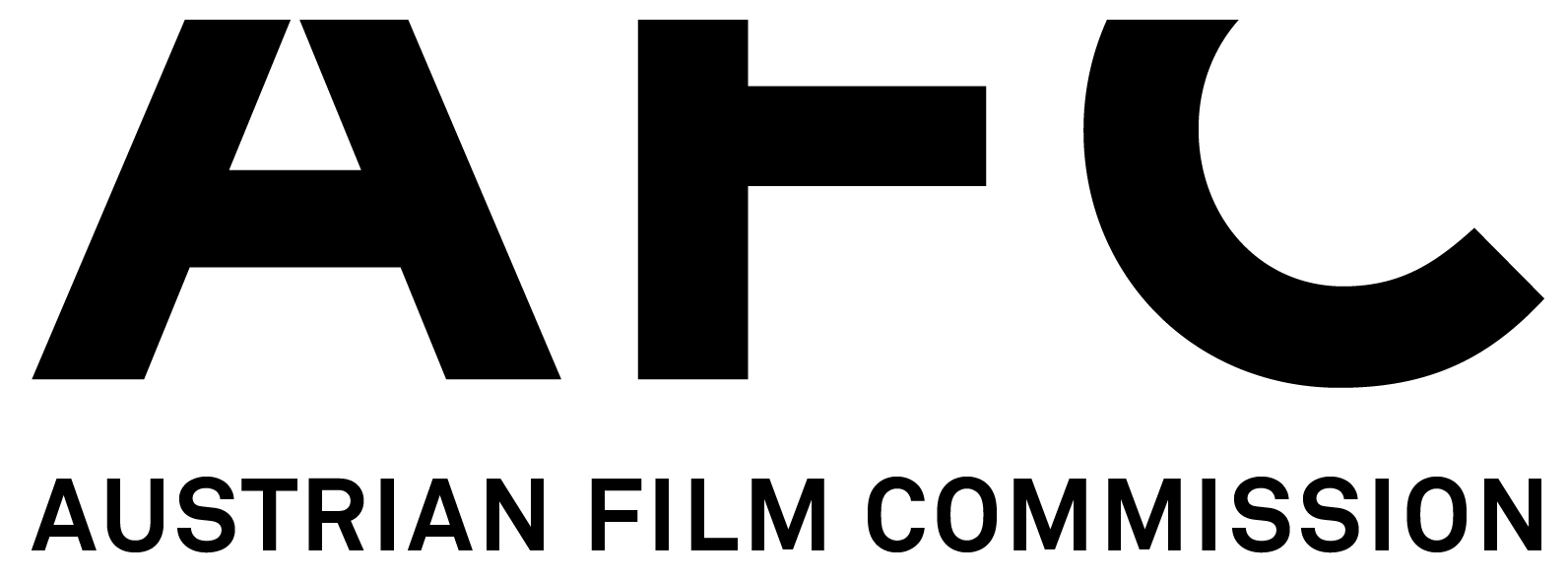
Offizielles Logo.

Austrian Film Commission (AFC) mit Sitz in Wien wurde 1987 gegründet und ist ein Verein, der die Aufgabe hat, den österreichischen Film im Ausland zu bewerben und zu fördern. 

## Aktivitäten
Als Export unterstützende Agentur ist die AFC Ansprechpartner und Servicestelle sowohl für die nationale als auch die internationale Branche. Die AFC berät österreichische Produzenten und Regisseure, die eine Teilnahme an internationalen Filmfestivals und Märkten planen, bei der Entwicklung von Promotion- und Verkaufsstrategien und übernimmt die Kommunikation und organisatorische Abwicklung mit den Festivals. Die AFC steht kontinuierlich in Kontakt mit Festivalleitern und -selektoren, Weltvertrieben, Einkäufern, Verleihern und informiert die Medien über die aktuelle Filmproduktionen.
Die AFC ist der österreichische Vertreter im Netzwerk europäischer Filmorganisationen zur weltweiten Bewerbung des europäischen Films, der European Film Promotion.
Der Verband repräsentiert den österreichischen Film bei allen wesentlichen Festivals und Märkten – etwa Cannes, Berlin, Venedig, Toronto, San Sebastian, Rotterdam, Locarno, Karlovy Vary, Pusan, Buenos Aires und Los Angeles (American Film Market). 
Publikationen waren: 
- Austrian Films: dieser Jahreskatalog bietet einen Überblick über die aktuelle Filmproduktion in Österreich
- Austrian Film Guide: eine Broschüre mit allen wesentlichen Adressen sowie statistischen Daten zur österreichischen Filmindustrie
- Austrian Film News: ein Magazin mit Interviews und Beiträgen zum aktuellen Filmschaffen in Österreich,  mit einer Liste aller laufenden Produktionen und internationalen Festivalteilnahmen österreichischer Produktionen sowie einem Überblick über aktuelle Förderzusagen.

Die Website AustrianFilm.com dokumentiert das aktuelle österreichische Filmgeschehen in Form von Interviews, Kurzmeldungen, Filmtexten, in englischer und deutscher Sprache sowie mit einer in New Films, Coming soon und Archive gegliederten Datenbank, einem Industry Guide und einer umfassenden Aufzeichnung der Festivalteilnahmen österreichischer Filme seit 2006. 
Die ersten Diagonale Filmfestivals (1993 bis 1995) in Salzburg wurden von der Austrian Film Commission organisiert.
Geschäftsführer ist seit 1992 Martin Schweighofer.

## Ähnliche Organisationen
- Location Austria, die nationale Film Commission – Agentur zur Bewerbung Österreichs als internationaler Filmproduktionsstandort